# Shide (shintō)
Shide (jap. 紙垂, 四手) – w japońskiej religii shintō papierowe, zygzakowe wstęgi papieru, mające rytualnie oczyścić dane miejsce. Zazwyczaj przymocowywane są do świętego sznura shimenawa, wówczas oznaczają granicę pomiędzy strefą sacrum i profanum. 
Shide są doczepiane także do długich, cienkich pałeczek lub gałązek (drewnianych lub bambusowych), które nazywają się heigushi. Całość tworzy rytualną „różdżkę” gohei (go-hei, heihaku, heisoku, onbei, onbe), wykorzystywaną w obrzędach shintō. Shide są zwykle białe, ale mogą być złote, srebrne lub mieszane w kilku kolorach. W dalekiej przeszłości były wykonywane z tkanin, co był reliktem tego rodzaju ofiar/danin dla chramów. Kapłani (kannushi) używają gohei w ceremoniach hōbei (hōhei) do błogosławienia lub uświęcania miejsc w różnych rytuałach.
Yokozuna, wielcy mistrzowie sumo noszą na sobie ozdobne shimenawa z przywieszonymi shide podczas ceremonii dohyō-iri.

## Galeria

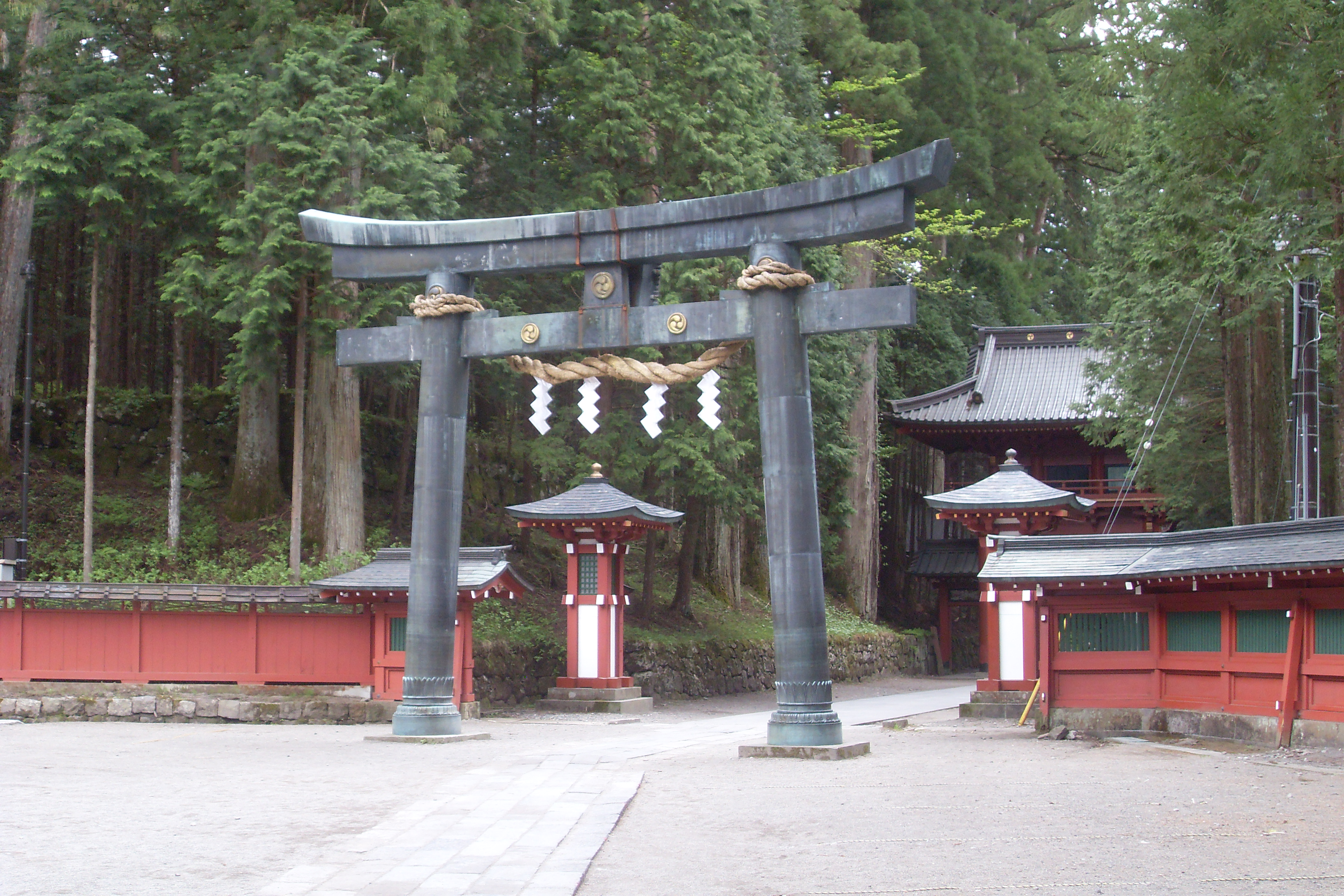
Shide przymocowane do shimenawa w bramie torii
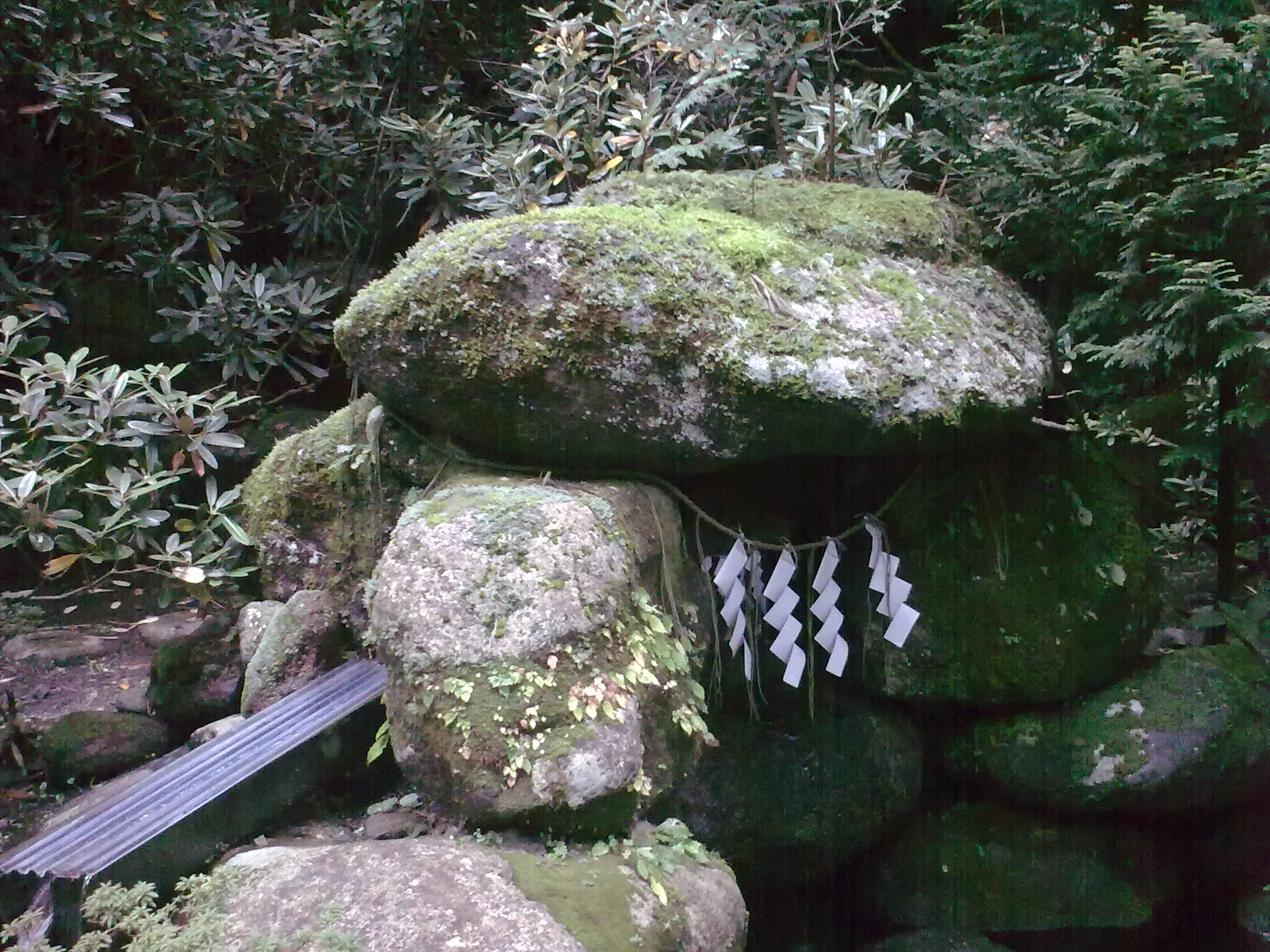
Shide przy iwakura, kamieniach będących siedzibą kami
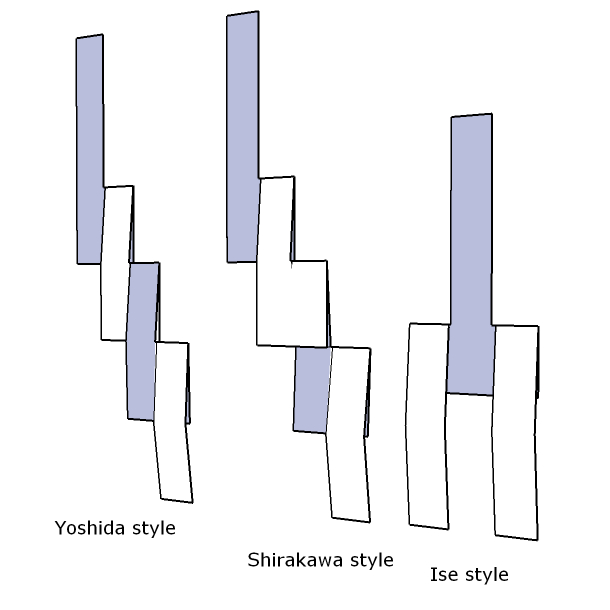
Trzy sposoby (style) składania shide
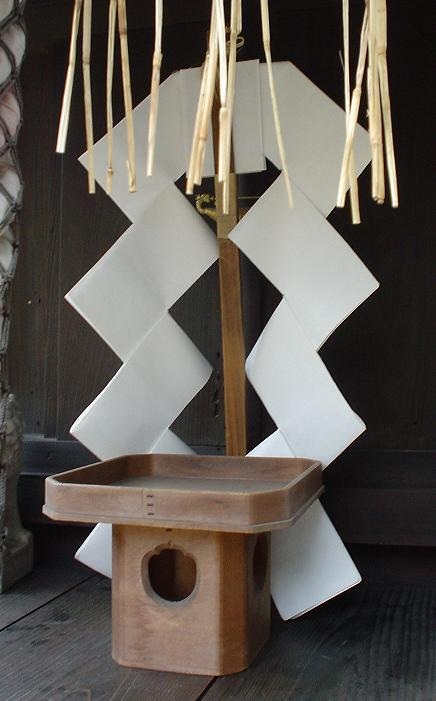
Gohei
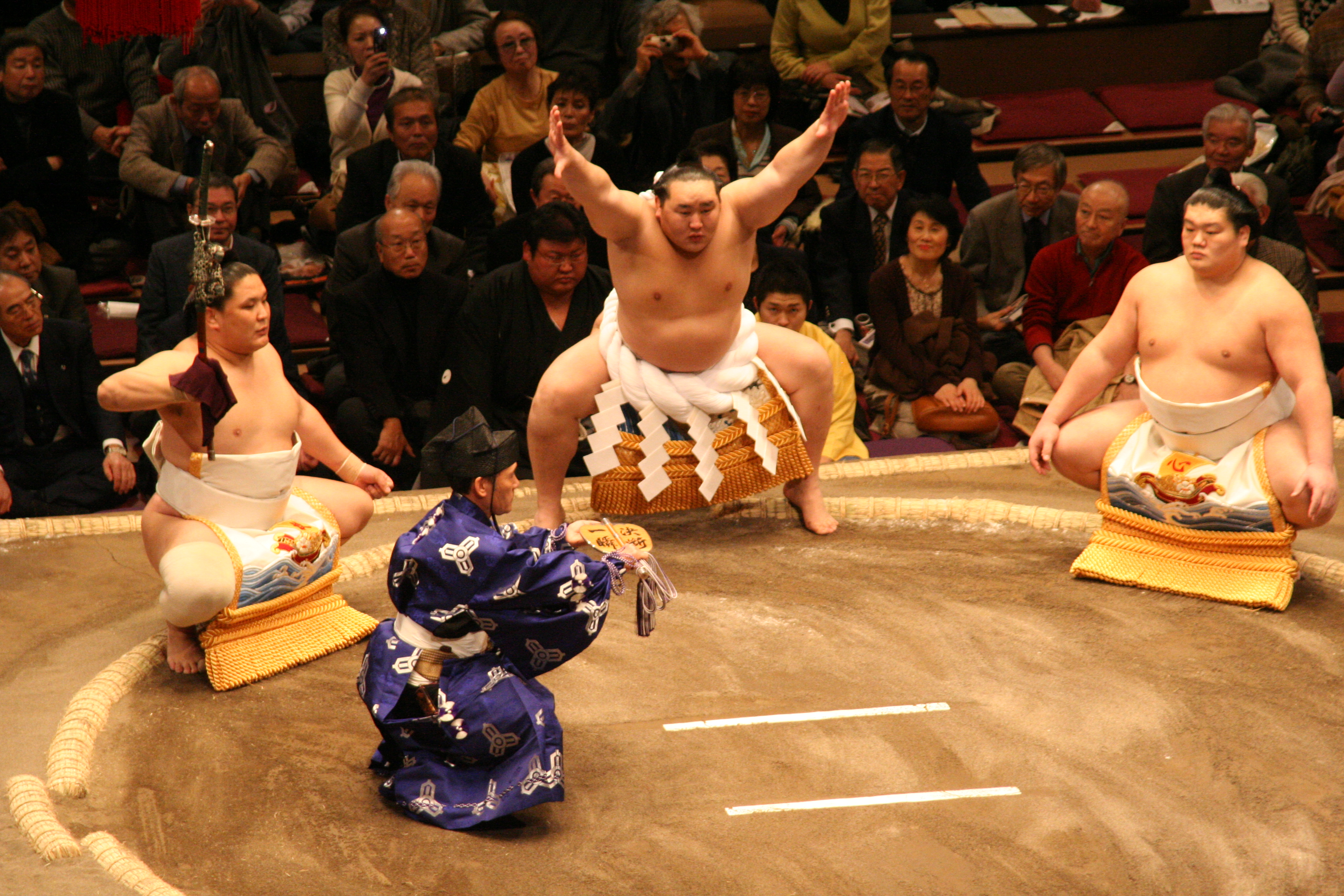
Yokozuna Asashōryū w czasie ceremonii dohyō-iri (2008)